# Bazil Surdu
Bazil Surdu (n. 1893, Hunedoara - d. 28 mai 1941) a fost un mecanic, militant politic român din Sibiu, membru al secției române a Partidului Social-Democrat din Ungaria, membru al Consiliului Național Român Central, delegat la Marea Adunare Națională de la Alba Iulia.
A fost secretarul regional al Partidului Social - Democrat pentru zona minieră Brad, din județul Hunedoara.
În 1923, Bazil Surdu a emigrat cu întreaga familie în Detroit, Statele Unite ale Americii.